# اچ‌ام‌اس کنکورد (آر۶۳)
اچ‌ام‌اس کنکورد (آر۶۳) (به انگلیسی: HMS Concord (R63)) یک کشتی است که طول آن ۳۶۲٫۷۵ فوت (۱۱۰٫۵۷ متر) می‌باشد. این کشتی در سال ۱۹۴۵ ساخته شد.